# Glaisne
Glaisne mac Conchoboir – legendarny król Ulaidu z dynastii Milezjan (linia Ira, syna Mileda) w latach 33-42 n.e. Syn Conchobara III mac Nessa, króla Ulaidu.
Informacje o jego dziewięcioletnich rządach czerpiemy ze źródeł średniowiecznych. Jedno z nich, „Laud Misc. 610” z XV w., zanotowało na jego temat: Glaisne m[a]c Conc[h]obo[i]r .ix. blī[adn]a (fol. 107 a 40). Zapisano tutaj małymi literami rzymską cyfrę IX (dziewięć). Objął tron po swym bracie Cumscraidzie Mennie („Jąkale”). Po swych dziewięciu latach rządów z Emain Macha został zastąpiony przed kuzyna Iriala Glunmara, syna herosa Conalla Cernacha.